# 微格式
微格式（Microformats），是建立在已有的、广泛使用的标准之上的一系列数据格式，其设计理念是人优先，机器次之。
网页上的允许的微格式数据包括事件、人物、地点等，它可以被其他的软件检测到，并提取出相应的信息，以及对信息进行索引、搜索、跨平台的参考，把这些信息以其他形式重复使用或组合。
从技术上来说，这些数据是一些语义标记，用标准的(X)HTML中的class名称设置。他是开放、可用、自由的，可以被任何人使用。
微格式包括hAtom、hCard、Geo、hCalendar等。
例如一个地理坐标：52.48,-1.89，普通人无法理解这些数字的含义。现在我们可以把它做成微格式（geo），表示如下：
```
小鸟栖息于

   
<span
 
class=
"geo"
>

     
<span
 
class=
"latitude"
>
52.48
</span>
,

     
<span
 
class=
"longitude"
>
-1.89
</span>

   
</span>

```

这样机器就可以正确地理解这些数字的含义，可以对他进行索引，在地图上看他的位置，把它导出到GPS设备，以及其他的用途。
其他还有很多的微格式，还有很多正在开发阶段。
開發中的Firefox 3和Internet Explorer 8都将可能支持微格式。